# 金丝玉

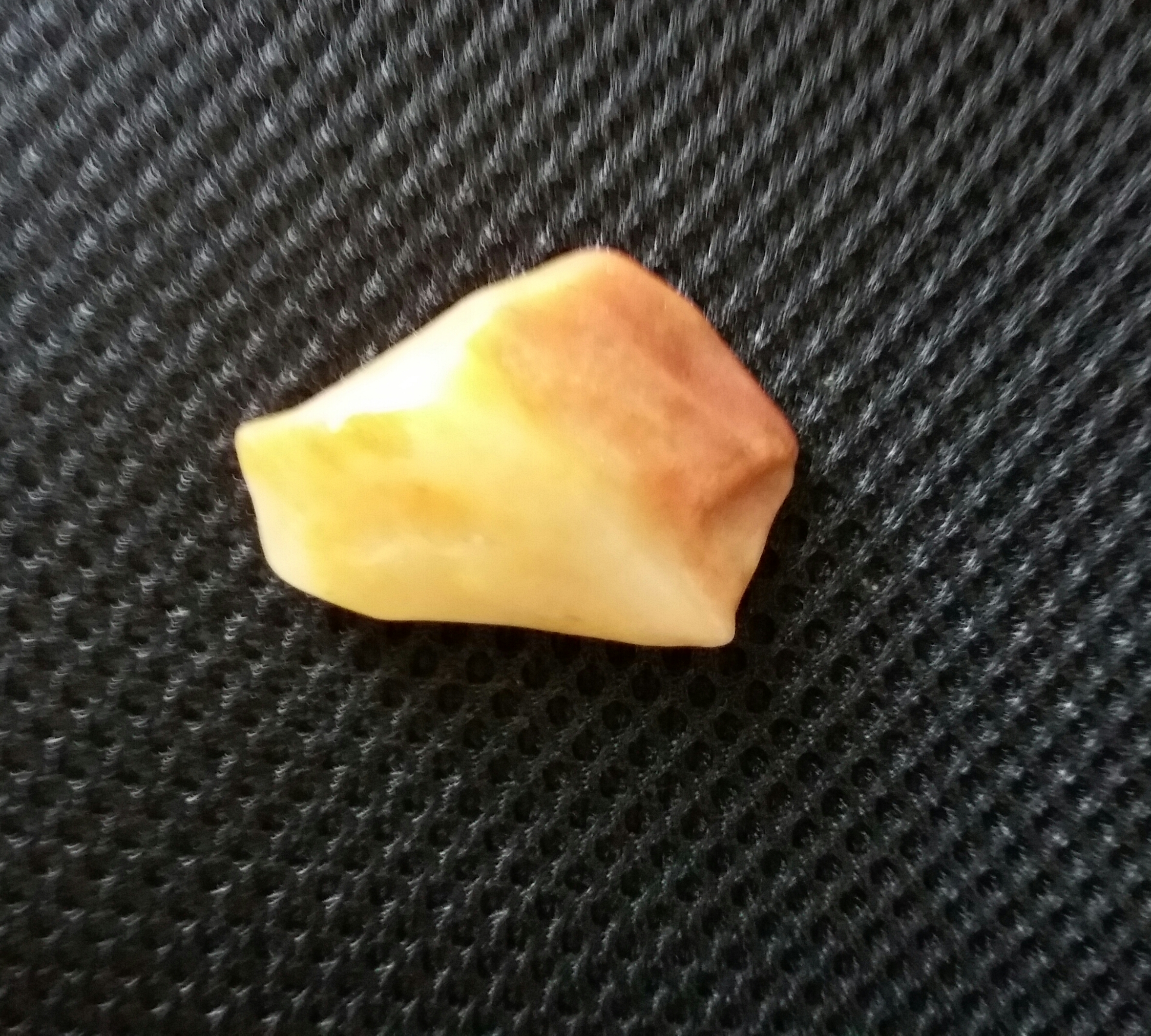
金丝玉原石

金丝玉是一种主要产于中国新疆维吾尔族自治区的一种石英岩玉，因石质金色内部带丝纹（萝卜丝）而得名，又称硅质田黄，当地少数民族也称之为雅丹玉，意为带有金丝的圣地之石。金丝玉的颜色丰富，有白、乳白、黄白、米白、灰白、红、粉红、大红、深红、褐红、黄、浅黄、深黄、褐黄、灰黄、赭、黑、灰、紫和无色等多种色彩，具有与和田玉、寿山田黄一样的细、结、温、润、凝、腻六大特质，有“南和田，北金丝”之说 。
金丝玉是由火山运动带来的热液充填地层裂缝，之后冷却形成的一种火山热液充填型矿石。至今人们尚未找到金丝玉的原生矿脉，金丝玉的采集以捡拾为主。与和田玉不同，金丝玉的主要成份是二氧化硅，与黄龙玉、玉髓等的主要成份相同，坚硬、耐磨、化学性质稳定、韧性很高，硬度介于6.8至7.3之间，表面玻璃状光泽度较强，非常适合雕琢工艺品。 
据称，金丝玉是数千年前楼兰古国的装饰用品。楼兰古国消亡后，这种美丽的戈壁石头在随后的几千年里无人问津。进入21世纪，金丝玉价值被重新发现，成为一个新的玉种，价格扶摇直上。新疆维吾尔族自治区克拉玛依市是“中国金丝玉之城”，定期举办“金丝玉文化节”。